# Папуча, Василий Макарович
Василий Макарович Папуча (1925—2008) — советский гвардии старший сержант, наводчик орудия 102-го отдельного гвардейского истребительно-противотанкового дивизиона, 96-й гвардейской стрелковой дивизии, 28-й армии, 1-го Белорусского фронта. Полный кавалер Ордена Славы.

## Биография
Родился 7 января 1925 года в селе Попелак в крестьянской семье. В 1941 году окончил девять классов, работал в колхозе. После начала войны находился в оккупации.
С 1943 года призван в ряды РККА и направлен в действующую армию — наводчик орудия 102-го отдельного гвардейского истребительно-противотанкового дивизиона, 96-й гвардейской стрелковой дивизии, 28-й армии воевал на 3-м Украинском фронте, 4-м Украинском фронте, 1-м Белорусском и 3-м Белорусском фронтах, принимал участие в Мелитопольской, Никопольско-Криворожской, Березнеговато-Снигирёвской, Одесской, Белорусской, Восточно-Прусской, Берлинской и Пражской наступательных операциях.
2 июля 1944 года наводчик, гвардии рядовой В. М. Папуча в составе расчёта у деревни Заречье, поддерживая огнём пехоту, ворвался с пушкой в расположение противника, меткой стрельбой подавил несколько огневых точек и нанёс урон врагу в живой силе. Был ранен, но поле боя не покинул. Удержал захваченный рубеж до подхода стрелковых подразделений. За это 16 июля 1944 года Указом Президиума Верховного Совета СССР В. М. Папуча был награждён Орденом Славы 3-й степени.
25 августа 1944 года гвардии сержант В. М. Папуча во при форсировании реки Западный Буг близ населённого пункта Дескурув огнём из пушки поддерживал переправу наших частей. В бою подавил два вражеских миномёта, два пулемёта, истребил свыше десяти гитлеровцев. 29 сентября 1944 года Указом Президиума Верховного Совета СССР В. М. Папуча был перенаграждён Орденом Славы 2-й степени.
С 13 января по 1 марта 1945 года наводчик 76-мм пушки, гвардии сержант В. М. Папуча с артиллеристами дивизиона в боях при прорыве обороны противника северо-западнее города Шталлупёнен, в последующих боях на Гумбинненском, Инстербургском и Кёнигсбергском направлениях, подавляя огневые точки неприятеля, способствовал освобождению многих населённых пунктов и городов. 15 марта 1945 года в ожесточенном бою в 10 километрах северо-восточнее города Хайлигенбайль под артиллерийско-миномётным обстрелом выкатил с расчётом орудие на открытую позицию и прямой наводкой подавил миномётную батарею, четыре пулемёта, истребил до пятнадцати солдат, чем содействовал продвижению стрелковых подразделений. 29 июня 1945 года Указом Президиума Верховного Совета СССР В. М. Папуча был награждён Орденом Славы 1-й степени.
В 1945 году гвардии старший сержант В. М. Папуча был демобилизован из рядов Советской армии. В 1960 году заочно окончил Высшую партийную школу при ЦК КПСС. Работал инспектором райфинотдела, секретарём РК ЛКСМУ, секретарём РК КПУ, председателем райпотребсоюза и заведующим Михайловским райсобесом. Майор в отставке. Умер 5 марта 2008 года в городе Нежин, Украина.

## Награды
- Орден Славы I степени (1945)
- Орден Славы II степени (1944)
- Орден Славы III степени (1944)
- Орден Отечественной войны I степени (1985)